# 刑事シュート しゅうと&ムコの事件日誌
『刑事シュート しゅうと&ムコの事件日誌』（けいじシュート しゅうとあんどムコのじけんにっし）は、2008年から2015年までTBS系「月曜ゴールデン」で放送された刑事ドラマシリーズ。全5回。主演は北大路欣也。

## あらすじ
1度は定年退職した元刑事があることをきっかけに嘱託刑事として復帰し、娘婿で同じ警察署の刑事とともに事件解決をしていく。
第1作、第2作は主人公らのいる警察署は警視庁本郷西警察署となっていたが第3作では警視庁調布北警察署に舞台が変わった。それに伴い、主人公が1度定年退職したのも本郷西署から調布北署に変更された。

## 登場人物

### 主人公と親族
百瀬哲夫
演 - 北大路欣也
元刑事。警視庁本郷西警察署（警視庁調布北警察署）を第1作冒頭で定年退職。
嘱託刑事での採用を断っていたが、あることをきっかけに嘱託刑事の話を引き受け、久とコンビを組むことになる。愛車はモーガン。
千本木久
演 - 石垣佑磨
警視庁本郷西警察署（警視庁調布北警察署）の刑事。穂香の結婚相手。穂香と結婚するという理由で、独身寮を追い出され百瀬家で同居生活を開始している（第1作冒頭）。第4作で1児の父になる。
千本木穂香
演 - 新山千春
哲夫と千鶴子の娘。第3作にて妊娠がわかる。第4作で娘・美穂を出産。
百瀬千鶴子
演 - 山本みどり（第1作・第5作）
哲夫の妻。20年前に他界している。
沢村松子
演 - 岡まゆみ（第1作・第2作）
千鶴子の妹。小料理「松子」の女将。
千本木美穂
演 - 太田しずく（第5作）
久と穂香の娘。
千本木辰子
演 - 岡本麗（第3作 - 第5作）
久の母。穂香の妊娠の知らせを受けて、百瀬家にやってくる。

### 警視庁本郷西警察署
中村栄次郎
演 - 三浦浩一（第1作・第2作）
捜査課長。

### 警視庁調布北警察署
五十嵐淳
演 - 住田隆（第3作 - 第5作）
刑事課刑事。
小野恵子
演 - おのさなえ（第3作 - 第5作）
刑事課女性警察官。
若林晃
演 - 神保悟志（第4作・第5作）
刑事課長。

### ゲスト
第1作（2008年）
- 船橋次郎（赤サギと呼ばれる結婚詐欺師） - 新井康弘
- 伊東はる恵（船橋の元妻） - 大沢逸美
- 藤野麻子（里美の娘） - 小嶺麗奈
- 馬場悠一郎（馬場と容子の息子） - 大柴隼人
- 蘭子（再婚カップリングパーティーの参加者） - 大島蓉子
- 前園（東都新聞 記者） - 吉満涼太
- 五十嵐（警視庁本郷西警察署 刑事） - 金子裕
- 良美（再婚カップリングパーティーの参加者） - 小柳友貴美
- 美紀江（再婚カップリングパーティーの参加者） - 渡辺杉枝
- 馬場徹（馬場建築設計事務所 所長・里美の友人） - 浅野和之
- 町井慎平（資産家） - 佐藤旭
- 町井尚子（慎平の妹・結婚詐欺被害者） - 吉田昌美
- 馬場容子（馬場の妻・10年前病死） - 伊藤留奈
- 山下美晴（悠一郎の婚約者） - 田代さやか
- 長谷部総合病院 血液内科部長 - 諏訪太朗
- 業界紙記者 - 佐伯新
- 暴力団員 - 重松隆志
- 再婚カップリングパーティーの受付&司会担当 - 犬飼このり
- 警視庁捜査一課 刑事 - 伊集院八朗、向井恭介
- 馬場建築設計事務所 社員 - 宗清万里子
- 警視庁本郷西警察署 婦警 - 渡部彩
- 医師 - 古澤光徳
- 原田里美（ケーキ店店主・長谷部総合病院 元看護師） - 紺野美沙子

第2作「あのコンビが帰ってきた！ムコとしゅうとが捜査バトル！大病院で奇妙な殺人事件〜禁断の愛が生んだ悲劇〜過去の誘拐が示す謎の真相」（2010年）
- 河瀬ゆり（本郷恵雲堂病院 理事長・光彦の母） - 角替和枝
- 河瀬光彦（本郷恵雲堂病院 外科医・創業者の息子） - 浜田学（幼少期：平野心暖）
- 権藤大作（元刑事） - 不破万作
- 池内早苗（権藤の娘） - 井村空美
- 飯沼幸信（本郷恵雲堂病院 院長） - 並樹史朗
- 四谷正春（本郷恵雲堂病院 事務長） - 井田國彦
- 静江 - 比企理恵
- 柏原琴乃（本郷恵雲堂病院 看護師長） - 舟木幸
- 石山隆（闇金業者） - 菅田俊
- 大塚夏雄（探偵・本郷恵雲堂病院 入院患者） - 新納敏正
- 長谷部美紗（本郷恵雲堂病院 看護師） - 中野若葉
- 吉永（本郷恵雲堂病院 看護師） - おのさなえ
- 安岡健一（警視庁本郷西警察署 刑事） - 細川智三
- 刑事 - 石塚良博、徳建人
- 中根玲子（本郷恵雲堂病院 看護師） - 石田えり

第3作「あの名コンビが復活娘が妊娠・姑の同居でバトル再燃！華道家元後継争いを巡る連続殺人事件の真相を追う」（2011年）
- 唐沢明日香（マリエの高校時代の不良仲間・覚せい剤所持の前科者） - 杉本有美（少女期：志田友美）
- 山際啓吾（華道「山際流」家元） - 藤木孝
- 仙道春樹（警視庁調布北警察署 鑑識課員） - 深水三章
- 鴨志田剛（警視庁調布北警察署 捜査課刑事） - 菊池健一郎
- 山際隆一郎（相談役） - 浜田晃
- 山際葉月（隆一郎の娘） - 渚あき
- 山際修一（佐紀子の連れ子・華道「山際流」次期家元） - 丸山厚人
- 二宮琢磨（マリエの恋人・クラブDJ） - 山口龍人
- 吉川マリエ（キャバクラ嬢） - 水崎綾女
- 藤森美緒（明日香の友人） - 大堀恵
- 唐沢好美（明日香の姉・山際啓吾の秘書） - 菊池麻衣子
- ニュースキャスター - 中村直美
- 山際佐紀子（啓吾の妻） - 浅茅陽子
- 神谷涼子（警視庁調布北警察署 捜査課課長） - 野村真美

第4作「宝石店で起こった2億円強盗事件」（2013年）
- 羽田由美子（三郎と光代の娘・シングルマザー） - 原田夏希
- 東秀紀（警視庁調布北警察署 刑事課刑事） - 加瀬信行
- 羽田光代（三郎の妻・故人） - 服部妙子
- 小夜子（銀座クラブ「ダイアナ」ママ） - 栗田よう子
- 先崎浩市（先崎法律事務所 弁護士・井原ジュエリー 顧問弁護士） - 芹澤名人
- 宮口博（東都調査リサーチ 調査員） - 伊集院八朗
- 井原公彦（洋三郎の長男・1年半前死亡） - 柴田明良
- 島崎（タクシードライバー） - 渡辺正
- 原田市代（家庭料理「夢うさぎ」女将・棚橋の内縁の妻） - 松本じゅん
- 羽田翔太（由美子と公彦の息子） - 吉田陽貴
- 立花幸雄（井原ジュエリー調布支店 支店長） - 河相我聞
- 井原正彦（井原ジュエリー 専務・洋三郎の次男・公彦の腹違いの弟） - 水橋研二
- 井原洋三郎（井原ジュエリー 社長） - 大石吾朗
- 磯村（警察官） - 中原和宏
- お弁当「マルセー」店長 - 市橋正光
- 棚橋道也（前科4犯・12年前の三郎の共犯者） - 湯沢勉
- 警察官 - 日野出清
- 木村（ふぐ割烹「豊利乃」店主） - 青木一平
- 立花（立花の妻） - 雨音めぐみ
- 井原家の家政婦 - 勝倉けい子
- 立花香織（立花の娘・たまがわ総合病院 入院患者） - 小西結子
- 羽田三郎（前科3犯の金庫破り・別名「左手の魔術師」） - 泉谷しげる

第5作（2015年）
- 吉本和真（柴山モータース 整備工・明美の息子） - 竹内寿（少年期：佐藤瑠生亮）
- 佐藤芽亜里（和真の恋人・美容師見習い） - 中別府葵
- 柴山（柴山モータース 社長） - 外波山文明
- 安田政雄（無職・元パチンコ店社長・傷害の前科者） - 吉村明宏
- 三上由香（スナック「姫路」ホステス） - 倉崎由衣
- 森美和子（森の妻） - 朝加真由美
- 森忠彦（警視庁府中中央警察署 元巡査部長） - 螢雪次朗
- 竹内幸雄（明美の安田の次の同棲相手・元中古自動車のセールスマン・10年前死亡） - 長棟嘉道
- 原岡（元鑑識官） - 田口主将
- 水木誠（警視庁府中中央警察署 署長） - 佐藤裕
- 古賀義雄（坂下法律事務所 弁護士） - 大地泰仁
- 学生 - 和田崇太郎
- 坂下洋一（坂下法律事務所 弁護士） - 矢島健一
- 吉本明美（スナック「姫路」ママ・安田の元同棲相手） - 戸田恵子

## スタッフ
- 編成 - 寺島麻由（第1作）、片山剛（第2作・第3作）、渡辺信也（第4作・第5作）
- 脚本 - 酒井直行、深沢正樹、田子明弘、安井国穂
- 監督 - 猪原達三、猪崎宣昭、長尾啓司
- プロデューサー - 菅井敦（第1作 - 第4作）、井上竜太（ホリプロ）、川島永次（第3作）、石田麻衣（ホリプロ / 第5作）
- 予告ナレーション - 野田圭一
- 制作著作 - ホリプロ、TBS

## 放送日程
| 話数 | 放送日         | サブタイトル | 脚本     | 監督     | 視聴率 |
| ---- | -------------- | --- | -------- | -------- | ------ |
| 1    | 2008年10月20日 | | 酒井直行 | 猪原達三 | 13.1%  |
| 2    | 2010年03月15日 | あのコンビが帰ってきた！ムコとしゅうとが捜査バトル！大病院で奇妙な殺人事件 〜禁断の愛が生んだ悲劇〜過去の誘拐が示す謎の真相 | 深沢正樹 | 猪崎宣昭 | 10.6%  |
| 3    | 2011年07月25日 | あの名コンビが復活娘が妊娠・姑の同居でバトル再燃！ 華道家元後継争いを巡る連続殺人事件の真相を追う                           | 田子明弘 | 長尾啓司 | 12.7%  |
| 4    | 2013年04月01日 | 宝石店で起こった2億円強盗事件                                                                                               | 安井国穂 | 長尾啓司 | 11.7%  |
| 5    | 2015年03月02日 | | 安井国穂 | 長尾啓司 |        |

- 視聴率はビデオリサーチ調べ、関東地区・世帯